# Mario Zaninovic
Mario Matías Zaninovic (20 de marzo de 1987) es un exfutbolista profesional argentino que jugó como mediocampista y se retiró en el Club Deportivo Riestra de la Primera División de Argentina.

## Carrera
Zaninovic inició su carrera en Lanús. Se sumó al plantel de primera a disputar la Primera División a mediados de 2008-09, haciendo apariciones contra Gimnasia y Esgrima, Banfield y San Martín. Zaninovic permaneció dos temporadas más, aunque solo disputó dos partidos más para el grana. El 30 de junio de 2011, Zaninovic se incorporó a Ferro de la Primera B Nacional. Marcó en su segundo partido, anotando en la victoria contra Guillermo Brown el 20 de agosto de 2011. Marcó un total de cinco goles en su primera temporada en veintiocho partidos, antes de otros sesenta y uno en cuatro campañas.
En junio de 2016, después de dieciocho meses sin disputar un solo partido en Ferro, Zaninovic fichó por Estudiantes de la Primera B Metropolitana. En 2016-17 convirtió dos goles en treinta partidos en total. El Deportivo Riestra lo ficha el 6 de septiembre de 2017. Su primer gol no llegó hasta marzo, en un empate de Primera B Nacional ante el Flandria; terminaron la temporada con el descenso.

## Estadísticas
Actualizado al 26 de enero de 2024.

| Lanús Argentina                                      | 1.ª                 | 2008–09             | 3   | 0 | — | — | 0 | 0 | 3   | 0 | 0    |
| Lanús Argentina                                      | 1.ª                 | 2009–10             | 2   | 0 | — | — | 0 | 0 | 2   | 0 | 0    |
| Lanús Argentina                                      | 1.ª                 | 2010–11             | 0   | 0 | — | — | 0 | 0 | 0   | 0 | 0    |
| Lanús Argentina                                      | Total               | Total               | 5   | 0 | 0 | 0 | 0 | 0 | 5   | 0 | 0    |
| Ferro Carril Oeste Argentina                         | 2.ª                 | 2011–12             | 27  | 5 | 1 | 0 | — | — | 28  | 5 | 0.18 |
| Ferro Carril Oeste Argentina                         | 2.ª                 | 2012–13             | 12  | 0 | 0 | 0 | — | — | 12  | 0 | 0    |
| Ferro Carril Oeste Argentina                         | 2.ª                 | 2013–14             | 29  | 1 | 1 | 0 | — | — | 30  | 1 | 0.03 |
| Ferro Carril Oeste Argentina                         | 2.ª                 | 2014                | 18  | 0 | 1 | 0 | — | — | 19  | 0 | 0    |
| Ferro Carril Oeste Argentina                         | 2.ª                 | 2015                | 0   | 0 | 0 | 0 | — | — | 0   | 0 | 0    |
| Ferro Carril Oeste Argentina                         | 2.ª                 | 2016                | 0   | 0 | — | — | — | — | 0   | 0 | 0    |
| Ferro Carril Oeste Argentina                         | Total               | Total               | 86  | 6 | 3 | 0 | 0 | 0 | 89  | 6 | 0.07 |
| Estudiantes Argentina                                | 3.ª                 | 2016–17             | 28  | 2 | 2 | 0 | — | — | 30  | 2 | 0.07 |
| Estudiantes Argentina                                | Total               |                     | 28  | 2 | 2 | 0 | 0 | 0 | 30  | 2 | 0.07 |
| Deportivo Riestra Argentina                          | 2.ª                 | 2017–18             | 7   | 0 | — | — | — | — | 7   | 0 | 0    |
| Deportivo Riestra Argentina                          | 3.ª                 | 2018–19             | 32  | 0 | 1 | 0 | — | — | 33  | 0 | 0    |
| Deportivo Riestra Argentina                          | 2.ª                 | 2019–20             | 20  | 0 | 0 | 0 | — | — | 20  | 0 | 0    |
| Deportivo Riestra Argentina                          | 2.ª                 | 2020                | 7   | 0 | — | — | — | — | 7   | 0 | 0    |
| Deportivo Riestra Argentina                          | 2.ª                 | 2021                | 9   | 0 | — | — | — | — | 9   | 0 | 0    |
| Deportivo Riestra Argentina                          | 2.ª                 | 2022                | 7   | 0 | 0 | 0 | — | — | 7   | 0 | 0    |
| Deportivo Riestra Argentina                          | 2.ª                 | 2023                | 19  | 0 | 0 | 0 | — | — | 19  | 0 | 0    |
| Deportivo Riestra Argentina                          | 1.ª                 | 2024                | 0   | 0 | 0 | 0 | — | — | 0   | 0 | 0    |
| Deportivo Riestra Argentina                          | Total               | Total               | 101 | 0 | 1 | 0 | 0 | 0 | 102 | 0 | 0    |
| Total en su carrera                                  | Total en su carrera | Total en su carrera | 220 | 8 | 6 | 0 | 0 | 0 | 226 | 8 | 0.04 |
| (1) La copa nacional se refiere a la Copa Argentina. |                     |                     |     |   |   |   |   |   |     |   |      |